# Gekko smithii
Espèce
Synonymes
- Platydactylus stentor Cantor, 1847

Statut de conservation UICN

 LC  : Préoccupation mineure
Gekko smithii est une espèce de geckos de la famille des Gekkonidae.

## Répartition
Cette espèce se rencontre :
- en Birmanie ;
- en Inde aux îles Nicobar ;
- en Thaïlande ;
- en Malaisie ;
- à Singapour ;
- en Indonésie à Sumatra, à Nias, à Java, à Bornéo, à Sulawesi.

## Description

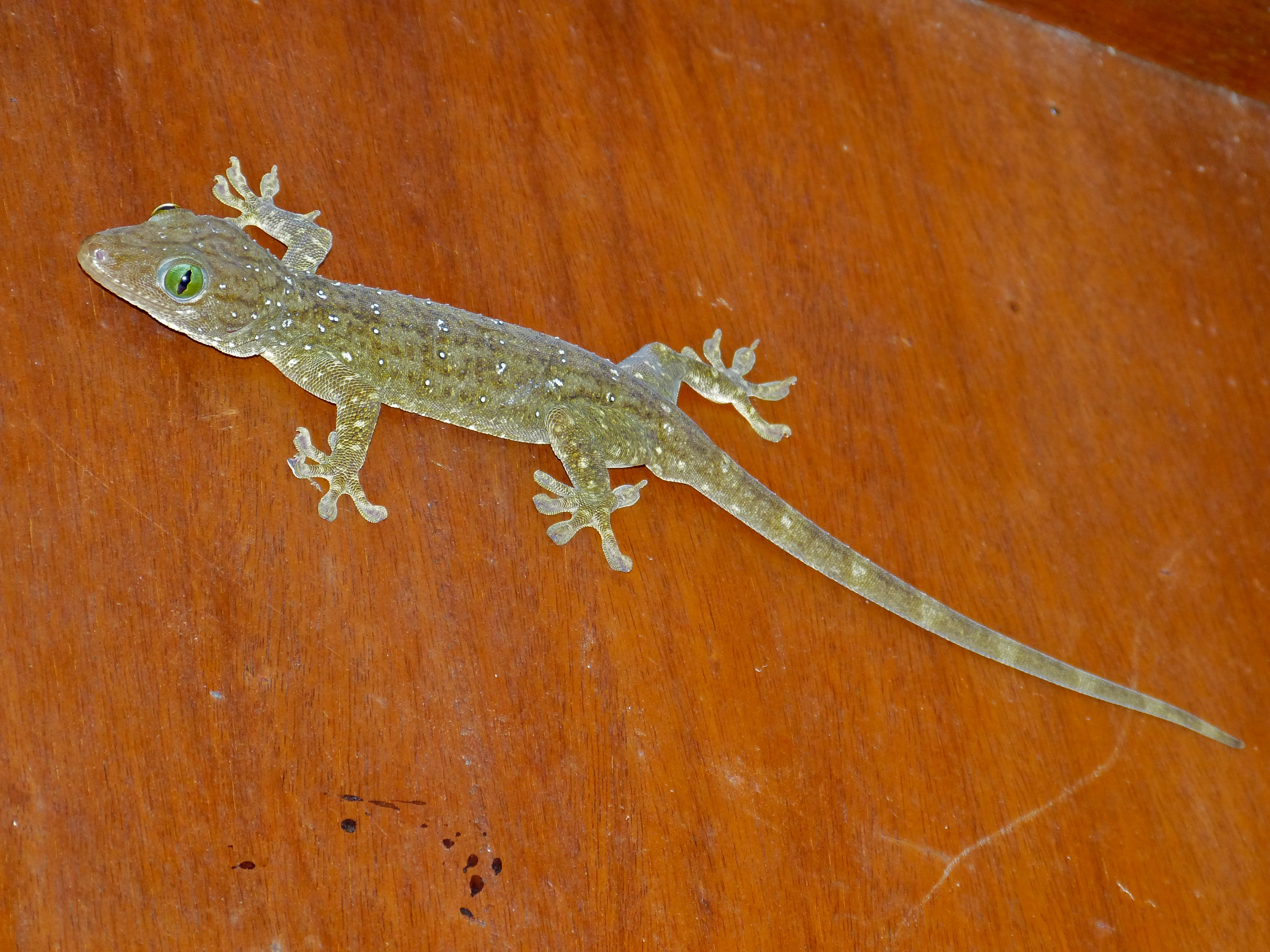
Gekko smithii (Sabah, Malaisie)

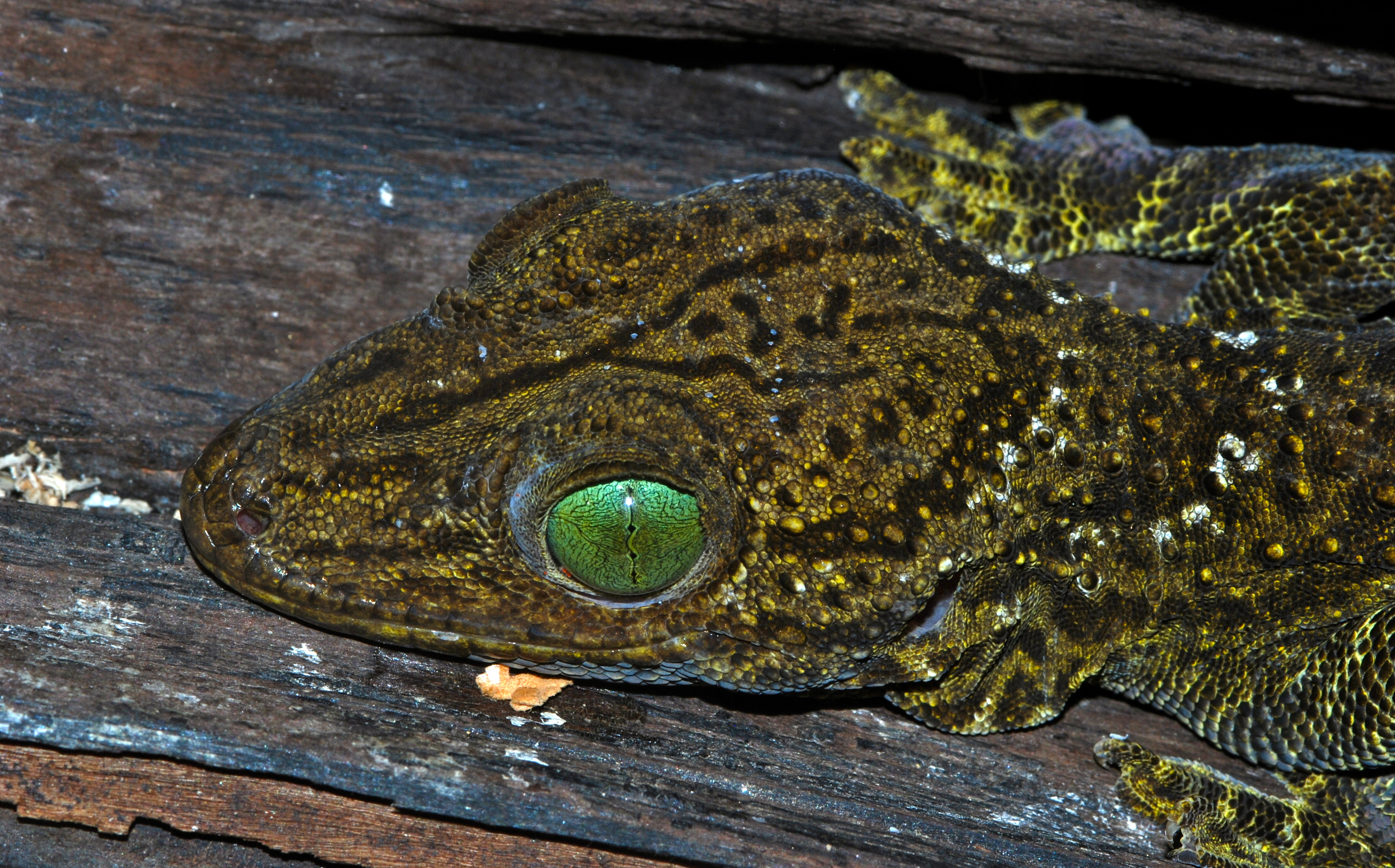
Détail de la tête (pupille fermée)

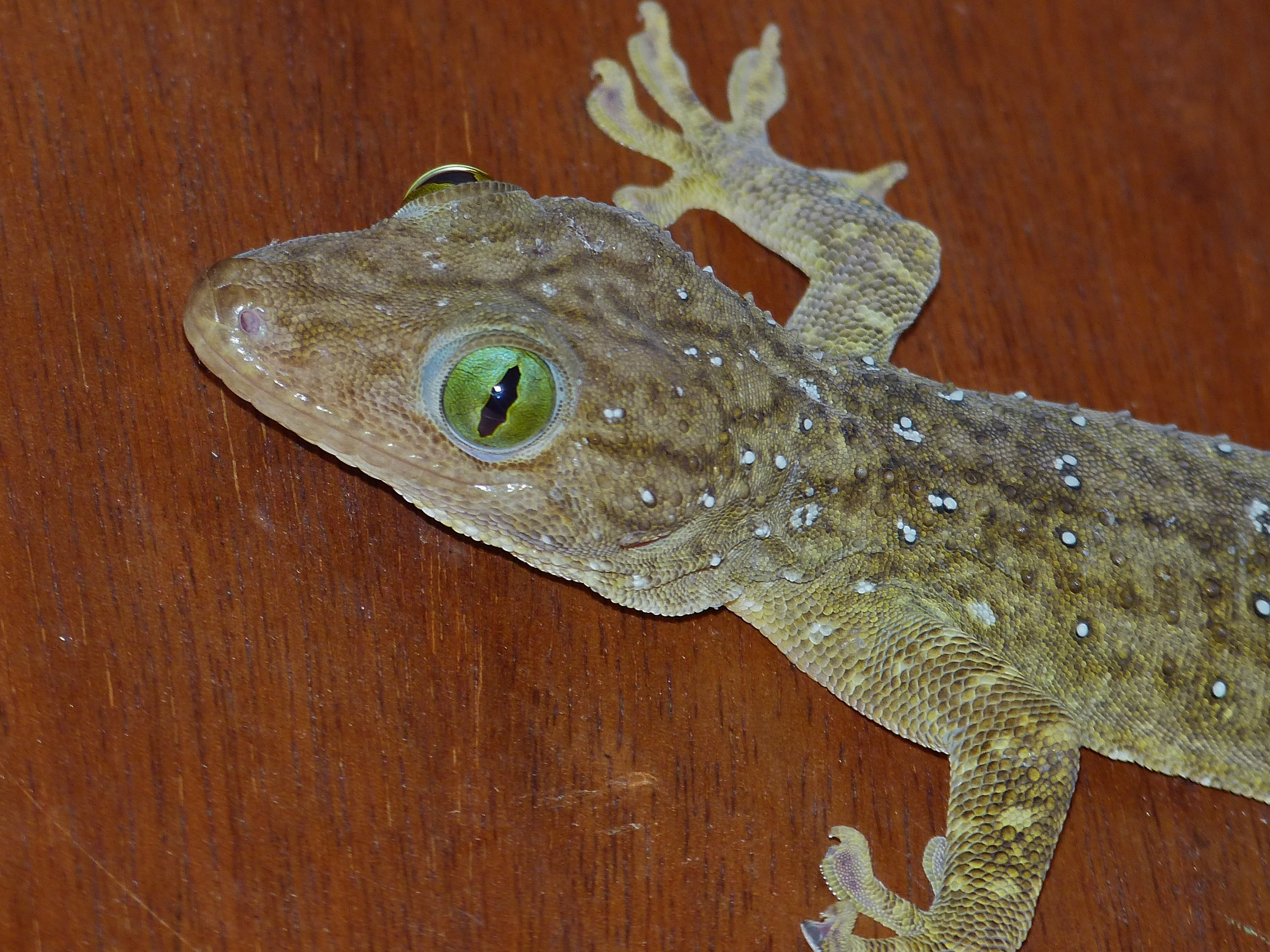
Détail de la tête (pupille ouverte)

## Étymologie
Cette espèce est nommée en l'honneur d'Andrew Smith (1797-1872).

## Publication originale
- Gray, 1842 : Description of some new species of Reptiles, chiefly from the British Museum collection. The Zoological Miscellany, vol. 2, p. 57-59 (texte intégral).